# Fri rörlighet för tjänster
Fri rörlighet för tjänster är en av de fyra friheterna inom Europeiska unionen och en central del av den inre marknaden. Den fria rörligheten för tjänster innebär att egenföretagare och företag kan tillhandahålla sina tjänster i andra medlemsstater än den där de har sitt säte. Den innefattar även etableringsfrihet, det vill säga möjligheten för egenföretagare och företag att permanent etablera sig i en annan medlemsstat, på samma villkor som för inhemska aktörer.
En viktig del av den fria rörligheten för tjänster är tjänstedirektivet.
En sorts tjänster är telekommunikation. EU har beslutat att roaming (att använda en mobiltelefon i ett annat EU-land) inte ska kosta mer än i hemlandet.
Särskilda bestämmelser gäller för tjänster på transportområdet, som omfattas av unionens gemensamma transportpolitik.